# Diplodactylus hillii
Espèce
Diplodactylus hillii est une espèce de gecko de la famille des Diplodactylidae.

## Répartition
Cette espèce est endémique du Territoire du Nord en Australie. Elle se rencontre de Darwin et au parc national d'Elsey. 

## Description
Diplodactylus hillii mesure de 25,09 à 52,34 mm de longueur standard.

## Alimentation
Son régime alimentaire se compose de fourmis et de termites.

## Étymologie
Cette espèce est nommée en l'honneur de Gerald Freer Hill (1880-1954).

## Publication originale
- Longman, 1915 : Reptiles from Queensland and the Northern Territory. Memoirs of the Queensland Museum, vol. 3, p. 30-34 (texte intégral).